# Pegleromyces
Pegleromyces es un género de hongos de la familia Tricholomataceae. Es un género monotípico cuya única especie es Pegleromyces collybioides, encontrada en Brasil y descrita cómo nuevo para la ciencia por el micólogo Rolf Cantante en 1981.